# 心浄院 (大田区)
心浄院（しんじょういん）は、東京都大田区池上にある、日蓮宗の寺院。池上本門寺の子院。

## 概要
九老僧（朗門の九鳳）のひとり、日輪が自身の故郷平賀や日蓮の故郷安房を遠くに望む現在地に開創した庵室である大泉坊が起源。開創年代は鎌倉時代末の1323年（元亨3年）という。その後日徳が再興するが江戸時代の享保年間の火災のため文書類を焼失し詳細は不明。

## 周辺施設
- 堤方神社　古くは八幡神社と呼ばれ妙雲寺住職が別当を勤めた。近隣の三所神社、十二神社、稲荷神社を合祀1919年（明治43年）現在の名称に改称した。

## 交通アクセス
- 東急池上線池上駅から徒歩15分（経路案内）。

## 参考資料
- 「小さな旅池上の寺めぐり」池上朗師講　平成14年
- 日蓮宗寺院大鑑編集委員会『宗祖第七百遠忌記念出版 日蓮宗寺院大鑑』大本山池上本門寺 (1981年)
- 「池上村 心浄坊」『新編武蔵風土記稿』 巻ノ45荏原郡ノ7、内務省地理局、1884年6月。NDLJP:763981/80。